# Philippine Institute of Volcanology and Seismology
Le Philippine Institute of Volcanology and Seismology, souvent abrégé en PHIVOLCS, en tagalog Suriang Pilipino ng Bulkanolohiya at Sesmolohiya, est l'organisme scientifique des Philippines chargé de l'étude, de la surveillance et de la prévention des risques volcaniques et sismiques dans tout le pays.

## Organisation administrative
Le Philippine Institute of Volcanology and Seismology est un organisme gouvernemental qui dépend du département de Science et Technologie chargé de prévenir les risques tectoniques en général dont les éruptions volcaniques, les séismes et les tsunamis.

## Compétences

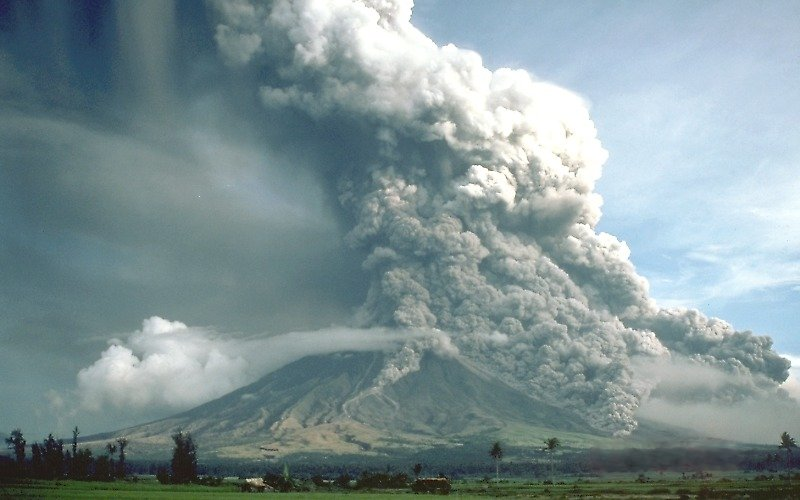
Vue du Mayon en éruption en 1984, le volcan le plus actif des Philippines.

Le Philippine Institute of Volcanology and Seismology est chargé d'étudier le volcanisme et la sismicité présents aux Philippines, notamment les types, la fréquence et la probabilité d'éruption, de collecter et de gérer les données relatives aux volcans et aux séismes, d'établir des plans d'évacuation et de protection et de promouvoir les bénéfices du volcanisme.
Pour mener ces missions à bien, l'observatoire dispose d'un ensemble d'instruments de mesure qu'il est chargé d'entretenir et d'améliorer les technologies utilisées. Il est aussi chargé d'établir l'impact socio-économique des éruptions et des séismes afin de mieux préparer les populations, d'élaborer les mesures de protection et de tirer le meilleur profit de cette situation géologique.

## Histoire
L'organisme précurseur du PHIVOLCS, le Commission on Volcanology (COMVOL) est créé le 20 juin 1952 à la suite de l'éruption meurtrière du Hibok-Hibok le 4 décembre 1951 qui fait plus de 3 000 morts. Le 17 mars 1982, le COMVOL est renommé en Philippine Institute of Volcanology à la suite de la réorganisation des services dans lesquels il fait partie. Deux ans plus tard, le 17 septembre 1984, il récupère l'étude de la sismologie, ce qui le fait changer à nouveau pour son nom actuel de Philippine Institute of Volcanology and Seismology. Enfin, le 30 janvier 1987, il quitte la tutelle de l'autorité nationale de Science et Technologie pour celle du département des Sciences et Technologie.